# Clermont-Dessous
Clermont-Dessous ist eine französische Gemeinde mit 810 Einwohnern (Stand 1. Januar 2022) im Département Lot-et-Garonne in der Region Nouvelle-Aquitaine (vor 2016 Aquitaine). Sie gehört zum Arrondissement Agen und zum Kanton Le Confluent. 

## Geografie
Die Gemeinde Clermont-Dessous liegt in der Landschaft Agenais, 19 Kilometer westnordwestlich von Agen am Fluss Garonne, der die Gemeinde auf sieben Kilometer Länge im Süden begrenzt, sowie an dessen Zufluss Masse de Prayssas. Umgeben wird Clermont-Dessous von den Nachbargemeinden Bazens im Nordwesten und Norden, Frégimont im Norden, Lusignan-Petit im Nordosten, Saint-Hilaire-de-Lusignan im Osten, Montesquieu im Süden sowie Saint-Laurent im Westen.

## Bevölkerungsentwicklung
| Jahr                       | 1962 | 1968 | 1975 | 1982 | 1990 | 1999 | 2006 | 2016 | 2022 |
| -------------------------- | ---- | ---- | ---- | ---- | ---- | ---- | ---- | ---- | ---- |
| Einwohner                  | 648  | 635  | 559  | 594  | 643  | 724  | 779  | 867  | 810  |
| Quellen: Cassini und INSEE |      |      |      |      |      |      |      |      |      |

## Sehenswürdigkeiten
- Kirche Saint-Jean-Baptiste, seit 1908 Monument historique
- Schloss Clermont-Dessous, seit 1950 Monument historique
- Schloss Le Bousquet, seit 2013 Monument historique

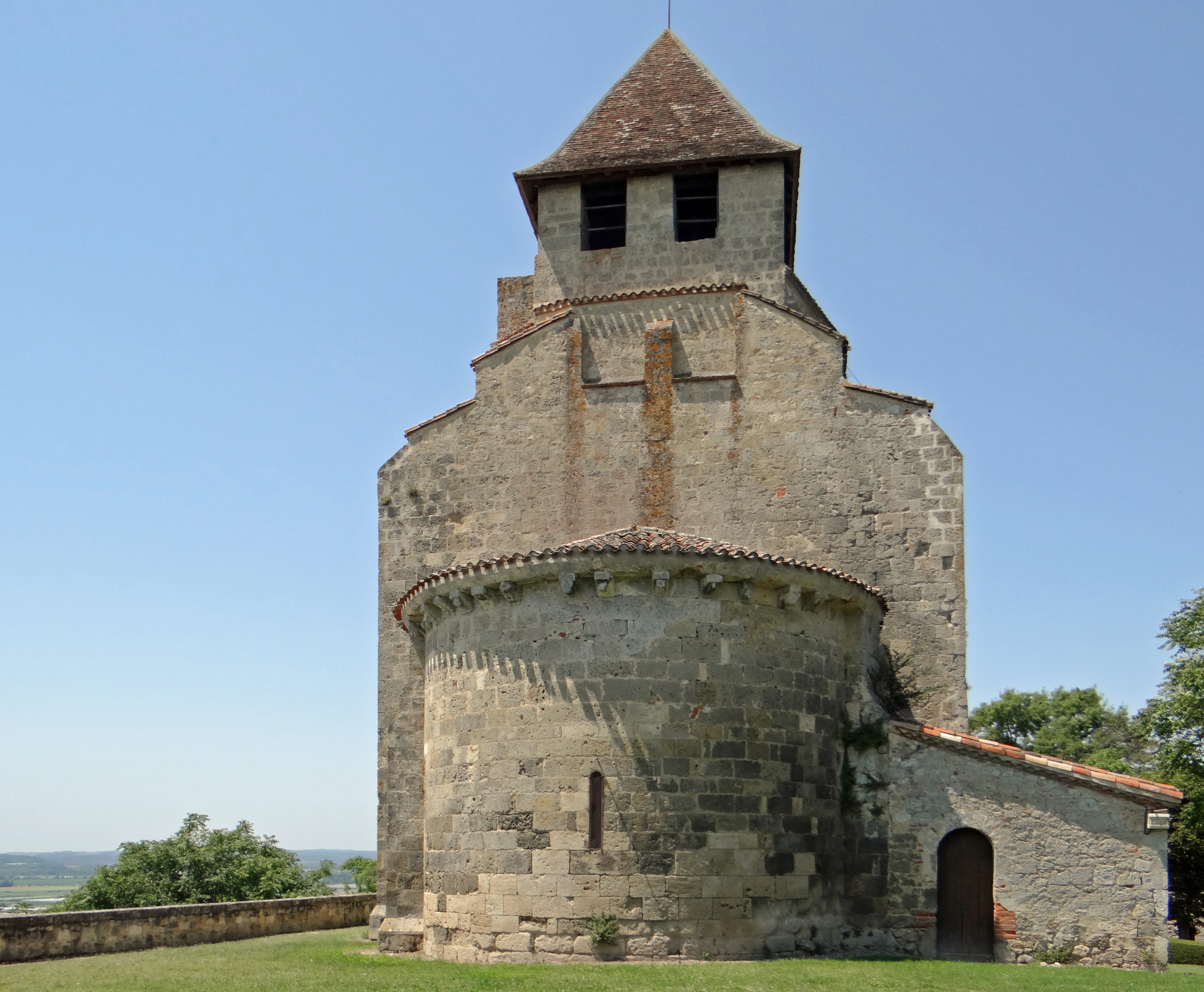
Kirche Saint-Jean-Baptiste
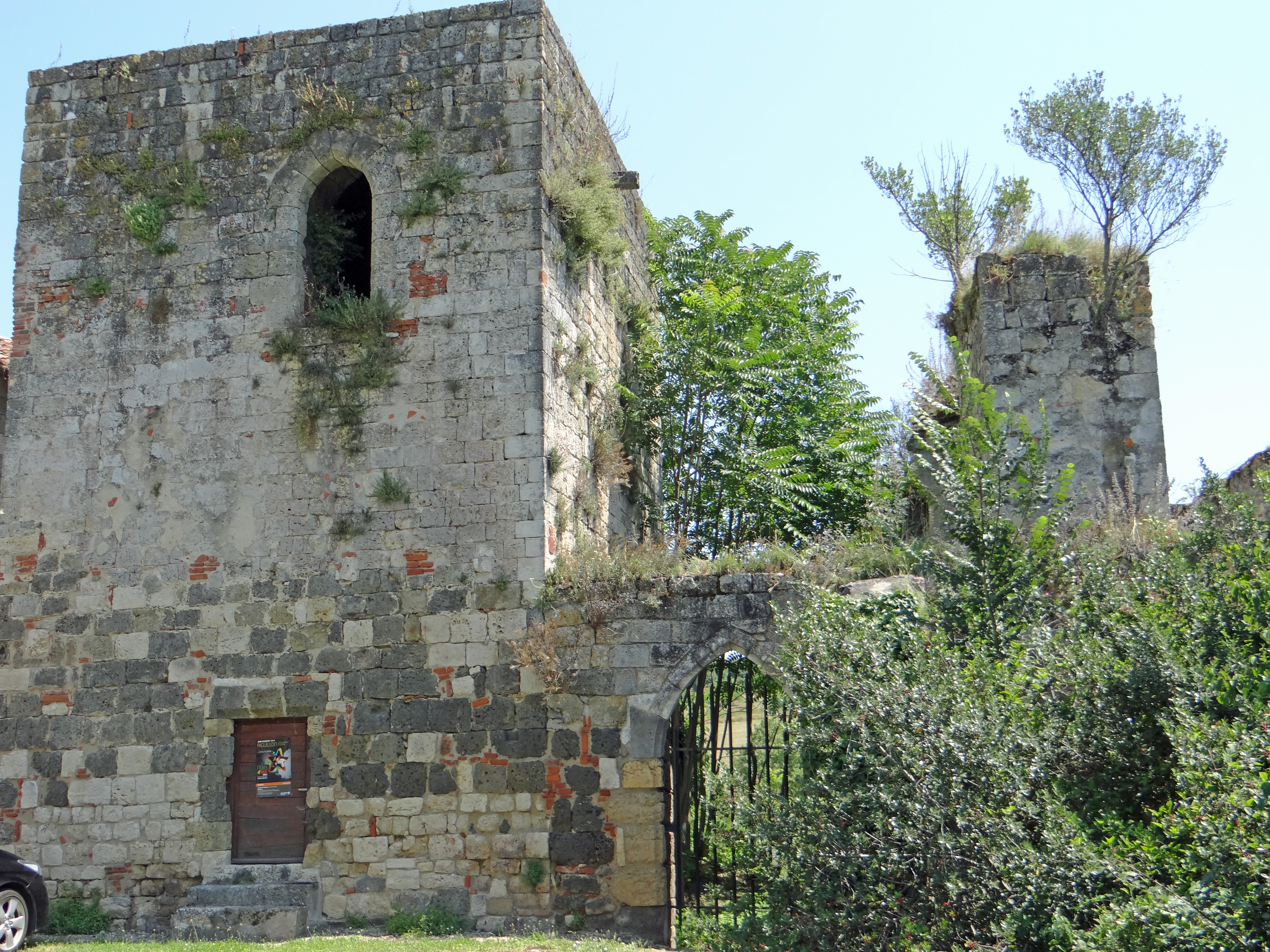
Burg Clermont-Dessous

## Persönlichkeiten
- Joseph Chaumié (1849–1919), Politiker